# آخرین سؤال
آخرین سوال داستان کوتاه علمی-تخیلی نوشته آیزاک آسیموف نویسنده آمریکایی‌ست. ابتدا در شماره نوامبر ۱۹۵۶ فصلنامه علمی-تخیلی، سپس در منتخباتی چون «نُه فردا» (۱۹۵۹)، «بهترین‌های آیزاک آسیموف» (۱۹۷۳)، «رویای رباتها» (۱۹۸۶)، «بهترین علمی-تخیلی‌های آیزاک آسیموف»، «اپوس ۱۰۰» (۱۹۶۹)، و در جلد اول «آیزاک آسیموف: مجموعه داستانها» (۱۹۹۰) چاپ شد. داستان کوتاه مورد علاقه آسیموف در میان کارهای خودش است
، ودر سری داستانهایی قرار دارد که مربوط به کامپیوتری خیالی به نام مولتی‌وک هستند. این داستان علمی-تخیلی، درباره خداشناسی و فلسفه نیز هست.

## تاریخچه
پس از دیدن اجرای اقتباسی از کارش در آسمان‌نما، آسیموف «خصوصی» به این نتیجه رسید که داستانْ بهترین علمی-تخیلی‌ای‌ست که تا آن زمان نوشته است. او آن را بالاتر از «پسرک زشت» (۱۹۵۸) و «مرد دویست ساله» (۱۹۷۶) قرار می‌دهد.

«آخرین سوال» همراه با «شبانگاه» (۱۹۴۱) به عنوان یکی از شناخته شده‌ترین و تحسین شده‌ترین داستانهای کوتاه آسیموف رده‌بندی می‌شود. او در سال ۱۹۷۳ می‌نویسد:
چرا مورد علاقه‌م من است؟ یک دلیلش این است که ایده‌ی داستان یکباره به ذهنم رسید و لزومی نبود که تغییری در آن ایجاد کنم؛ و من با شور زیاد نوشتمش و به ندرت مجبور شدم کلمه‌ای را تغییر دهم. چنین اتفاقی هر داستانی را مورد علاقه هر نویسنده‌ای می‌کند. دیگر اینکه، عجیب‌ترین تاثیر را روی خواننده‌های من داشته است. بارها شخصی به من نوشته که از من بپرسد آیا می‌توانم نام داستانی را به او بدهم، که فکر می‌کند ممکن است من نوشته باشمش، و بگویم که کجا می‌تواند پیدایش کند. عنوان را به یاد نمی‌آورند ولی وقتی داستان را می‌گویند تقریبا همیشه «آخرین سوال» است. این به جایی رسیده است که اخیرا مردی مستاصل تماسِ از راه دوری با من گرفت و اینگونه شروع کرد: «دکتر آسیموف، داستانی هست که فکر می‌کنم شما نوشته باشید، عنوانش یادم نیست -» که همینجا صحبتش را قطع کردم که بگویم «آخرین سوال» است و وقتی خلاصه‌اش را به او گفتم، ثابت شد که همان داستانی‌ست که دنبالش است. متقاعدش کردم که از هزار مایل دورتر می‌توانم ذهن‌ها را بخوانم. 

## خلاصه داستان
داستان درباره‌ی سیر تکاملیِ یک سری از کامپیوترها، مولتی‌وک، و ارتباطش با بشریت است که در طی هفت صحنه‌ی تاریخی روی می‌دهد. آغاز ماجرا در سال ۲۰۶۱ است که زمین تمدنی سیاره‌ای می‌شود. در هر شش صحنه‌ی اولْ شخصیتی متفاوت کامپیوتر را با سوالی یکسان رو به رو می‌کند، چگونه تهدیدِ هستیِ بشریت را می‌توان مرتفع کرد (= چگونه می‌شود میزان آنتروپی عالم وجود را کاهش داد)؛ تنها جواب مولتی‌وک پس از فکر کردن بسیار این است: داده ناکافی برای جواب معنی‌دار.
داستان به جلو جهش می‌کند و در هر دوره شخصی «سوال آخر» غایی را می‌پرسد. هر بار که از نسلهای بعدی مولتی‌وک پرسیده می‌شود، قادر نیست راه مساله را بیابد: هنوز هم برای جواب معنی‌دار داده‌ی کافی وجود ندارد.
در صحنهٔ آخر، نسلِ خداگونهٔ بشریت؛ فرایند ذهنیِ یکپارچه‌ی تریلیون، تریلیون، تریلیون انسان که در کل عالم وجود منتشر است؛ شاهد سوسو زدن رو به نابودیِ ستاره‌ها (و همراهش فضا و زمان) است. بشریت از اِیْ‌سی (بازپسین نسل مولتی‌وک که در فرافضا قرار دارد) بار دیگر «سوال آخر» را می‌پرسد و سپس با آن یکی و ناپدید می‌شود. ماده و انرژی و همراهشان فضا و زمان به پایان رسیده‌اند، حتی اِیْ‌سی تنها به خاطر سوال آخری که جواب نداده همچنان وجود دارد. همه‌ی پرسش‌هایِ دیگر پاسخ داده شده‌اند، و تا زمانی که این پرسش آخر نیز پاسخ داده نشود، اِیْ‌سی نمی‌تواند هوشیاری‌اش را رها کند. همه‌ی داده‌های جمع‌آوری شده به پایانی نهایی رسیده‌اند، چیز دیگری باقی نمانده که جمع‌آوری شود. ولی تمامی روابط ممکنِ همه‌ی داده‌های جمع‌آوری شده هنوز باید پیدا شود. فاصله‌ای ناگذرا به این می‌گذرد. اِیْ‌سی فرا می‌گیرد که چگونه آنتروپی را معکوس کند. ولی اکنون انسانی وجود ندارد که اِیْ‌سی بتواند جوابِ سوال آخر را بدهد. ماده‌ای نیست. پاسخ -- با نشان دادن -- این را نیز انجام خواهد داد. در فاصله‌ی ناگذرای دیگری، اِیْ‌سی فکر می‌کند که چگونه به بهترین شکل انجامش دهد. اِیْ‌سی با دقت برنامه را نظم می‌دهد. آگاهیِ اِیْ‌سی در بر گیرنده‌ی همه‌ی چیزهایی بود که زمانی عالمِ وجود بود و آنچه که اکنون آشفتگی بود را فراگرفت. قدم به قدم، باید انجام شود.
و اِیْ‌سی گفت، «روشنایی باشد!»
و روشنایی شد--

## درون‌مایه‌ها

### فلسفه
اگرچه علم و دین اغلب در تضاد با هم معرفی می‌شوند، «آخرین سؤال» برخی بافتارهای کتاب مقدس را بررسی می‌کند («بگذار نور باشد»). در داستان آسیموف، جنبه‌هایی مانند معنای بزرگ هستی هم از طریق فناوری و هم از طریق دانش بشری به اوج می‌رسد. تکامل از مولتی‌وک به اِی‌سی نیز گونه‌ای چرخهٔ وجود را تقلید می‌کند.